# (29122) Vasadze
(29122) Vasadze est un astéroïde de la ceinture principale.

## Description
(29122) Vasadze est un astéroïde de la ceinture principale. Il fut découvert le 24 décembre 1982 à Naoutchnyï par Lioudmila Karatchkina. Il présente une orbite caractérisée par un demi-grand axe de 2,46 UA, une excentricité de 0,22 et une inclinaison de 5,9° par rapport à l'écliptique.

## Compléments